# Mala Pristava (gmina Pivka)
Mala Pristava – wieś w Słowenii, gmina Pivka. 1 stycznia 2017 liczyła 65 mieszkańców.